# معاهده کپنهاگ
معاهده کپنهاگ در ۲۷ مه ۱۶۶۰ منعقد شد و به دومین جنگ شمالی بین سوئد و دانمارک-نروژ و جمهوری لهستان-لیتوانی و کشورهای مشترک‌المنافع پایان داد. معاهده کپنهاگ مرزهای بین سوئد، دانمارک و نروژ را معین کرد و تا به امروز به همان صورت وجود دارند.

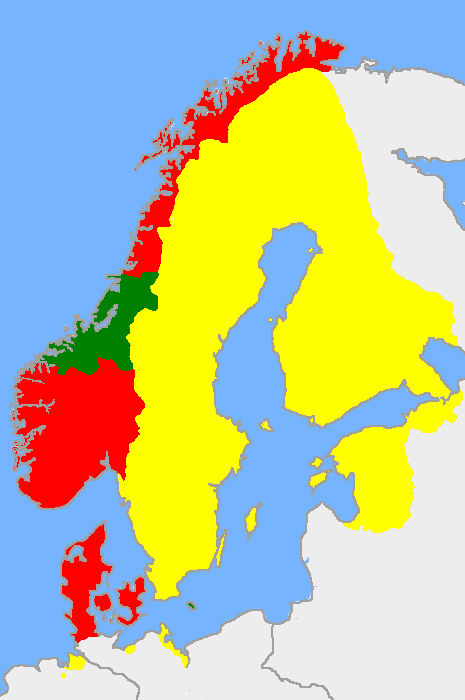
سوئد (زرد) مجبور به بازگشت تروندلاگ و بورنهولم به دانمارک-نروژ (قرمز) شد. مناطق واگذار شده به رنگ سبز نشادن داده شده است.

صدراعظم فرانسه، کاردینال مازارن، در تدارک این قرارداد نقش اساسی داشت و موفق شد با منزوی کردن هر چه بیشتر خاندان هابسبورگ از مسائل اروپا و قبولاندن ترتیبات جدید به روسیه، به صورت حافظ توازن قوا و داور اصلی در مسائل اروپا ظاهر شود. معاهده کپنهاگ، در کنار معاهده وستفالی و معاهدات پیرنه و الیوا، از عوامل تبدیل فرانسه به قدرت اصلی در قاره اروپا بود.